# 段尻巻古墳
段尻巻古墳（だんじりまきこふん）は、岐阜県土岐市泉町久尻にある古墳。形状は円墳。付近の乙塚古墳の附として国の史跡に指定されている（指定名称は「乙塚古墳 附 段尻巻古墳」）。

## 概要

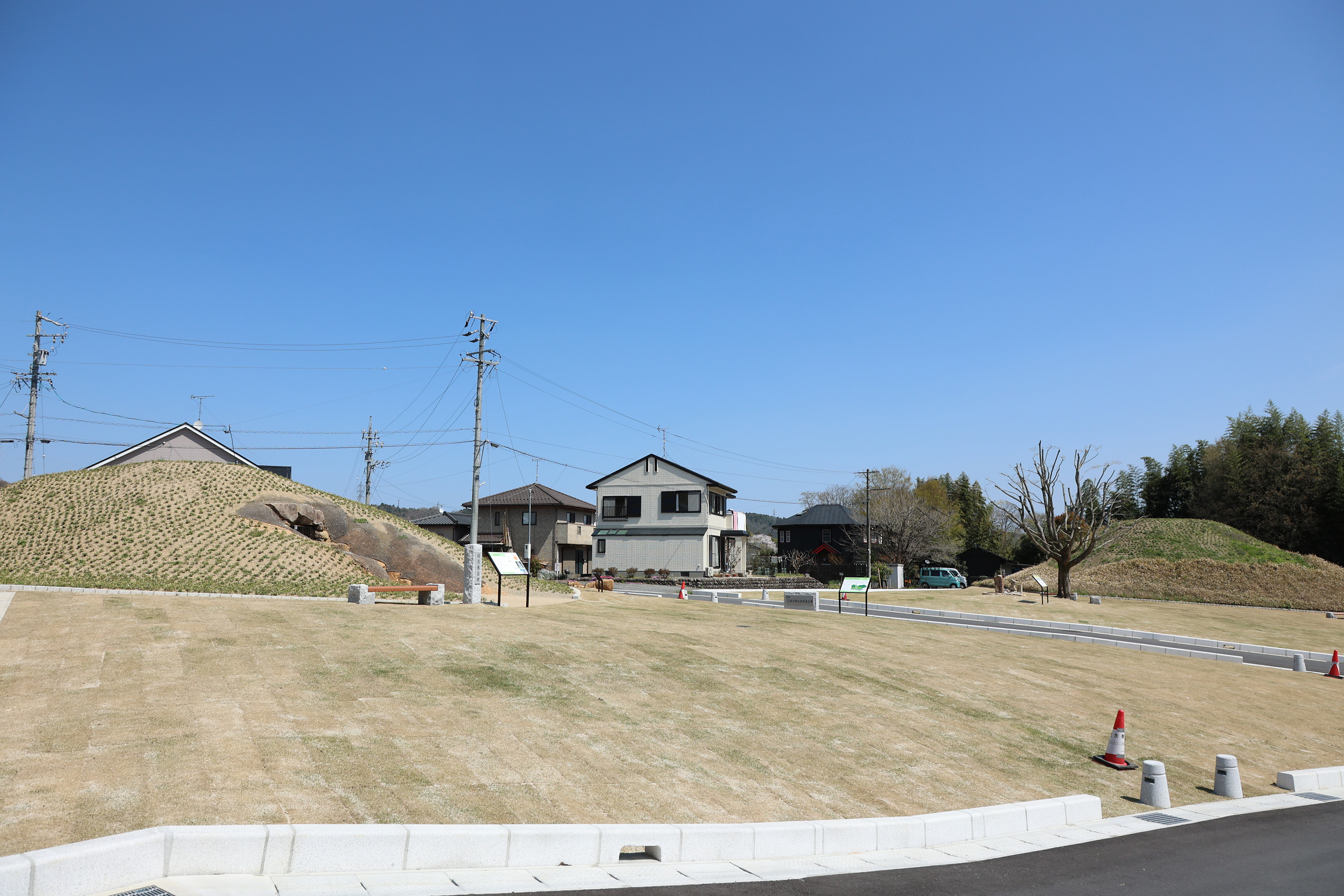
段尻巻古墳（左）・乙塚古墳（右奥）

岐阜県南東部、土岐川北岸の河岸段丘縁辺部（標高約150メートル）に築造された古墳である。2002年度（平成14年度）以降に発掘調査が実施されている。
墳形は円形で、直径23.9メートル・残存高さ4.1メートルを測り、円墳としては土岐市内で最大級の規模になる。墳丘外表で段築・葺石は認められておらず、墳丘周囲に周溝も巡らされていない。埋葬施設は疑似両袖式の横穴式石室で、南南東方向に開口する。
築造時期は、古墳時代終末期の7世紀前半頃の築造と推定され、乙塚古墳とはほぼ同時期の築造とされる。東美濃地域では有数の大型古墳であり、乙塚古墳に近接する立地には乙塚古墳の被葬者との密接な関係が示唆される。東美濃地域の首長墓と想定される乙塚古墳とともに、ヤマト王権による東美濃地域の領域再編・支配の実態を考察するうえで重要視される古墳になる。
古墳域は1938年（昭和13年）に国の史跡に指定されている（指定名称は「乙塚古墳 附 段尻巻古墳」）。現在は史跡整備のうえで公開されているが、石室内への立ち入りは制限され、毎月第2日曜日に公開されている。

## 遺跡歴
- 1928年（昭和3年）、小川栄一による報告。
- 1938年（昭和13年）12月14日、国の史跡に指定（指定名称は「乙塚古墳 附 段尻巻古墳」）[2]。
- 2000年（平成12年）、測量調査。
- 2002-2005年度（平成14-17年度）、保存目的の発掘調査：乙塚・段尻巻第1-4次調査（土岐市教育委員会・土岐市埋蔵文化財センター、2007年に報告）。
- 2014-2015年度（平成26-27年度）、史跡整備に伴う確認調査：乙塚・段尻巻第5-6次調査（土岐市教育委員会・土岐市文化振興事業団、2017年に報告書刊行）[3]。
- 2017年（平成29年）10月13日、史跡範囲の追加指定[2]。
- 2018-2021年度（平成30-令和3年度）、史跡整備に伴う確認調査：乙塚・段尻巻第7-9次調査（土岐市教育委員会・土岐市文化振興事業団、2023年に報告書刊行）[4]。
- 2019-2023年（令和元-5年）、史跡整備。

## 埋葬施設

石室俯瞰図

石室展開図

埋葬施設としては擬似両袖式横穴式石室が構築されており、南南東方向に開口する。石室の規模は次の通り。
- 石室全長：9.5メートル
- 玄室：長さ3.6メートル、幅1.6-1.75メートル、高さ2.1-2.3メートル
- 羨道：長さ3.2メートル、幅1.3-1.4メートル、高さ2.1メートル
- 前庭部：長さ2.4メートル、幅1.5-1.85メートル

石室の石材は、主に近辺で産出する花崗岩で、間詰石・礫床にはチャートが使用される。奥壁は巨石1枚の上に小石材を詰め、側壁は3-5段積みである。玄門部はまぐさ石と2段の立柱石によって構築される。床面は玄室の一部で礫床が検出されている（現在は本来の床面よりも50センチメートル程度上面で復元）。天井石は、玄室では3枚、羨道では2枚。
石室内の発掘調査は部分的であり、須恵器片・土師器片がわずかに検出されている。特に土師器のうちでは、長頸壺が岐阜県内では出土例の少なく畿内と関係を示唆するものとして注目される。

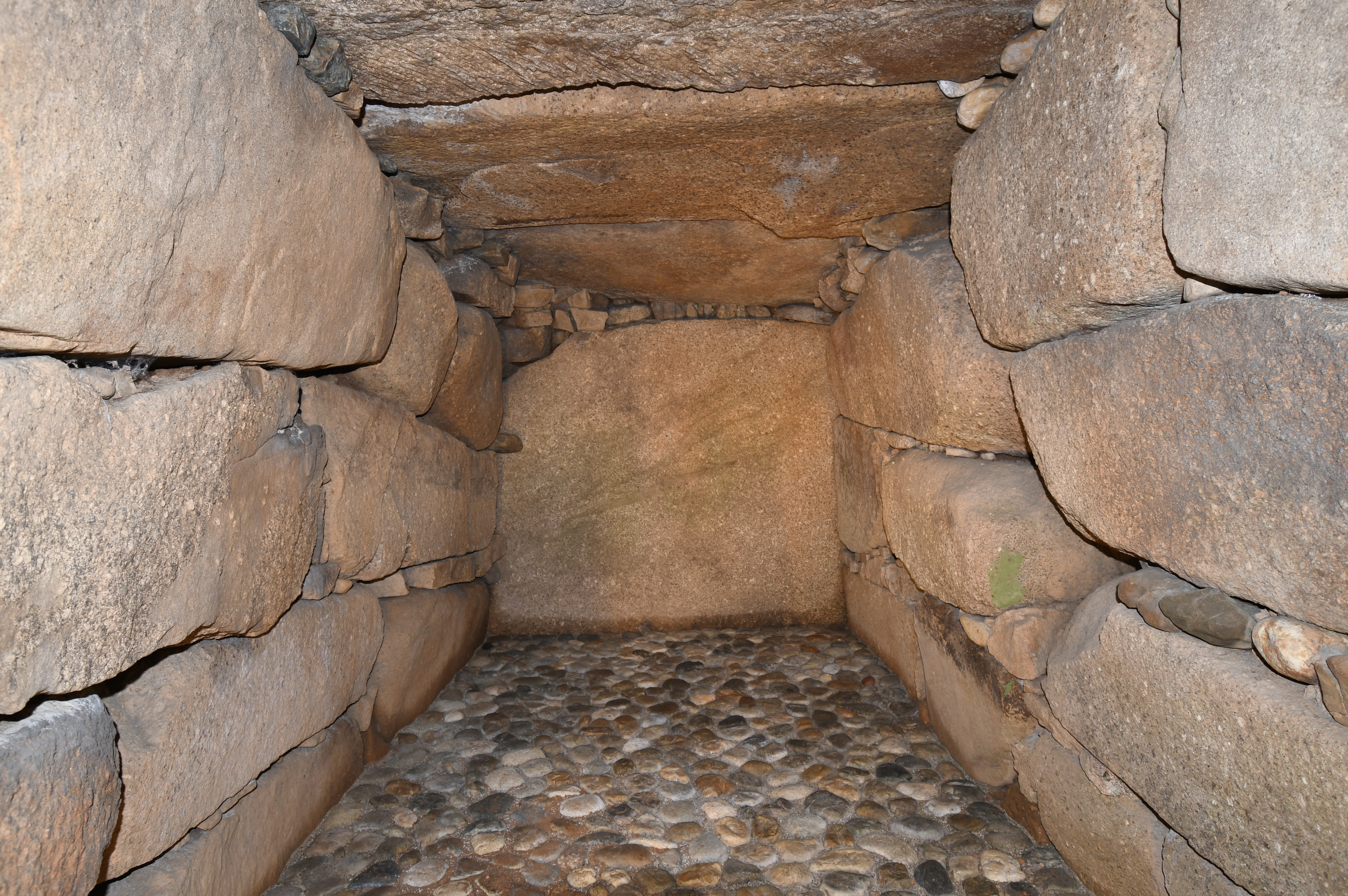
玄室（奥壁方向）
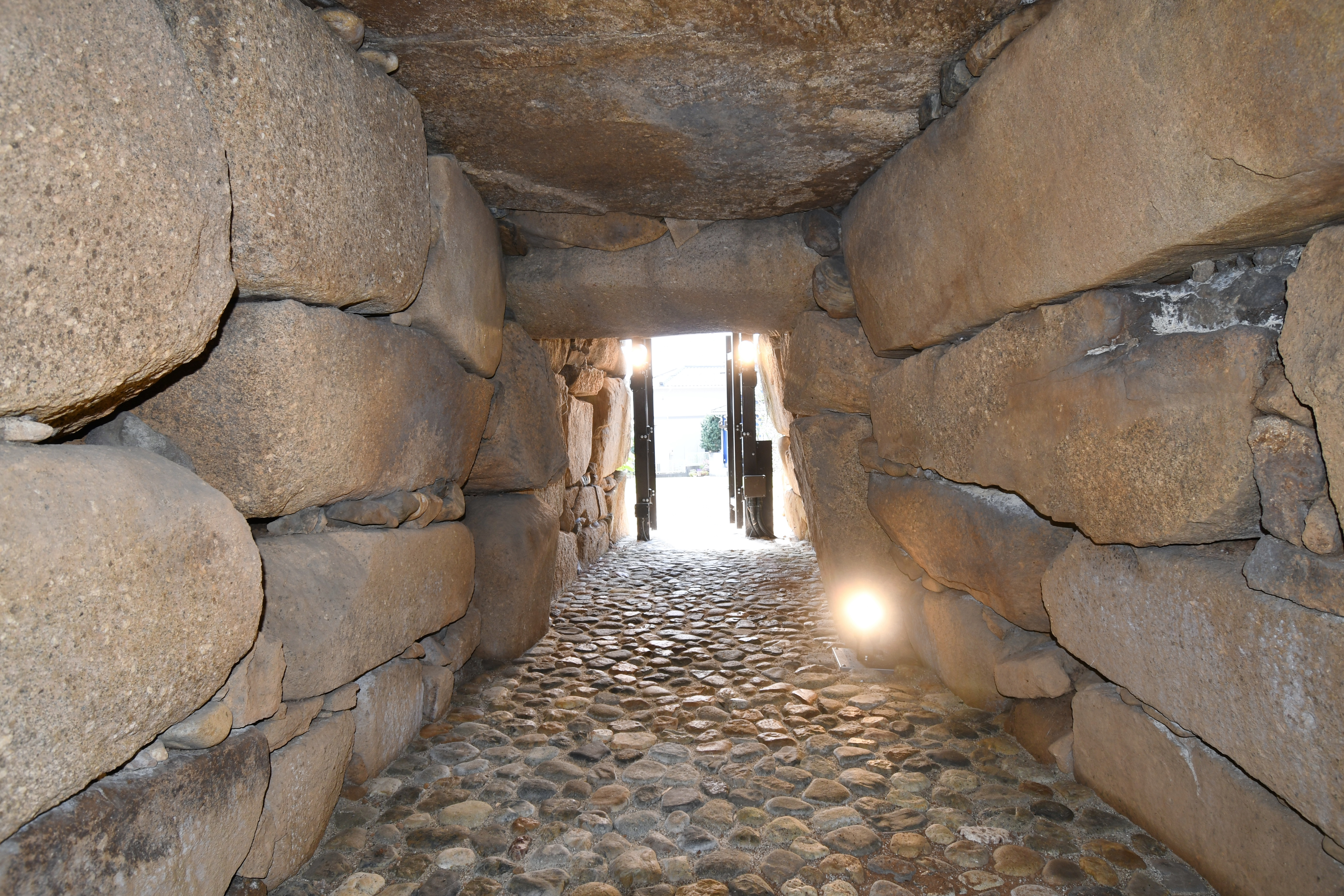
玄室（開口部方向）
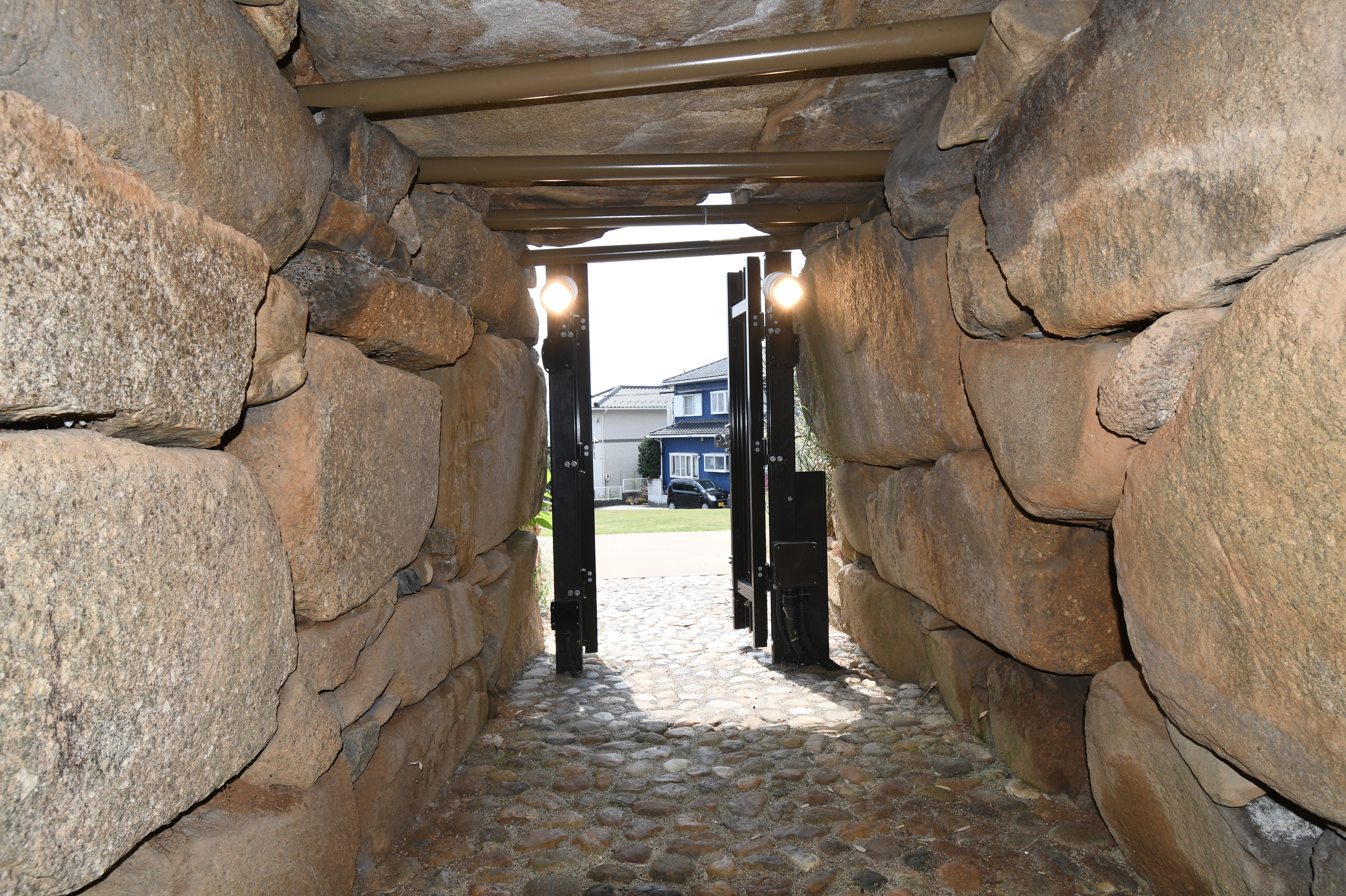
羨道（開口部方向）
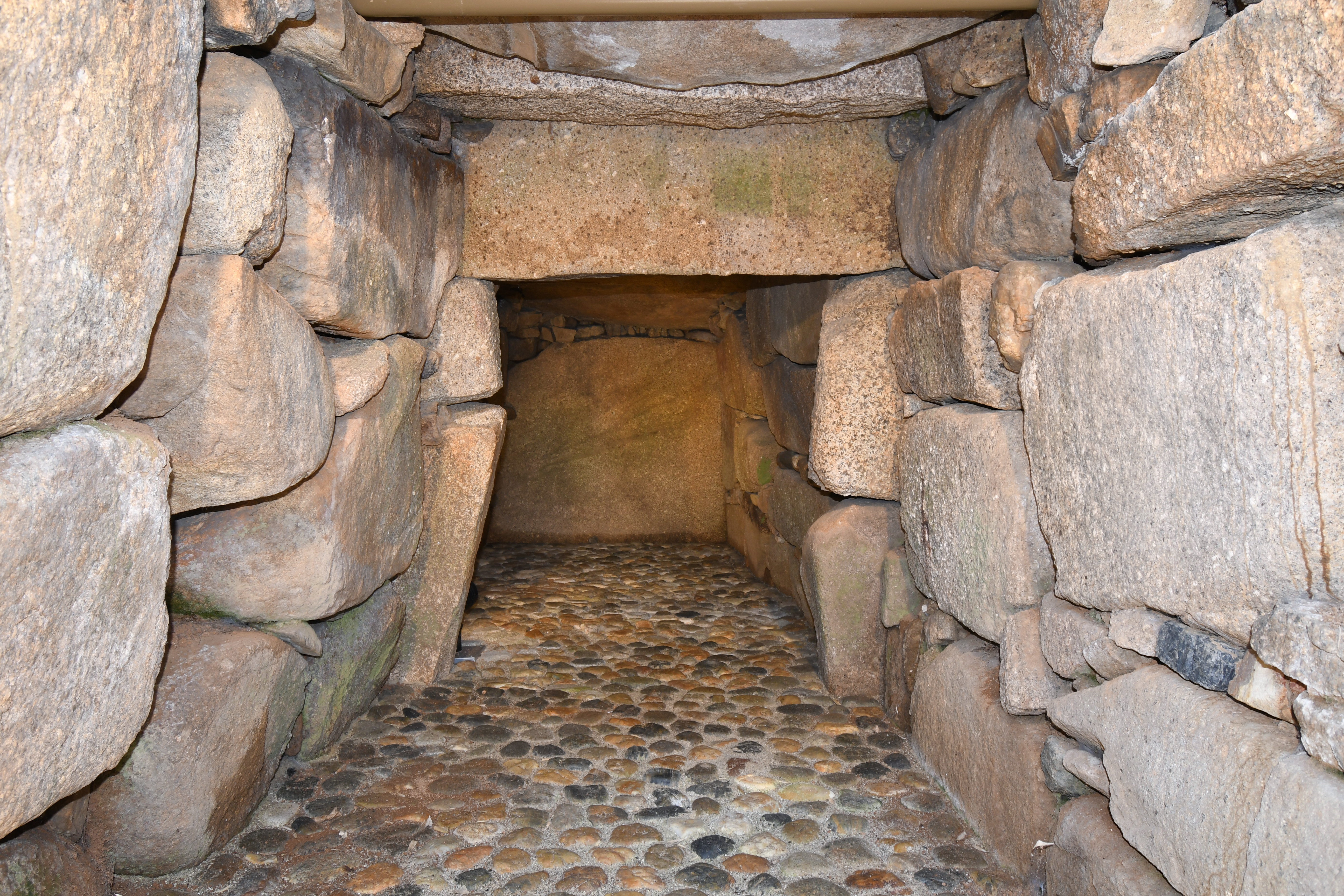
羨道（玄室方向）
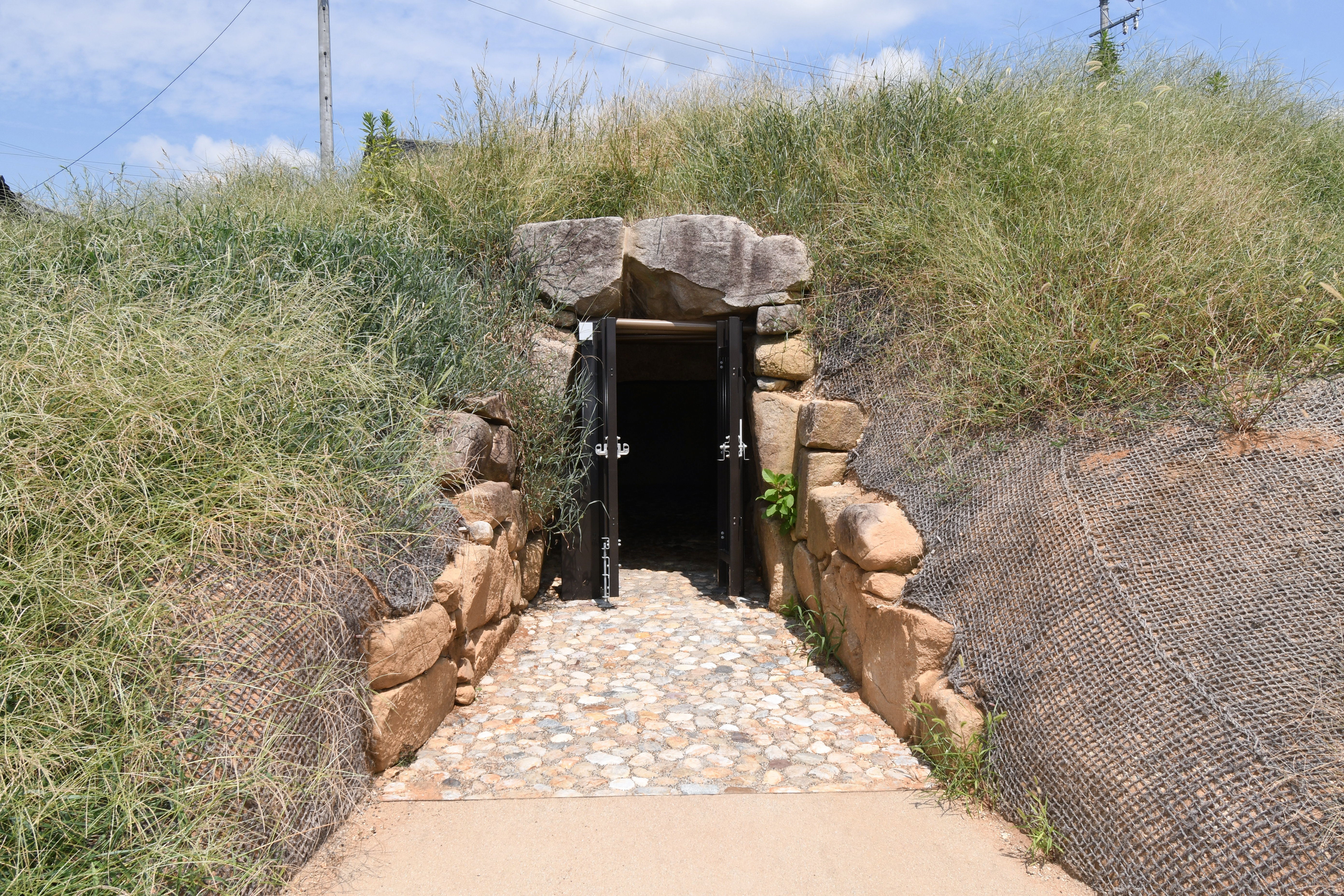
開口部
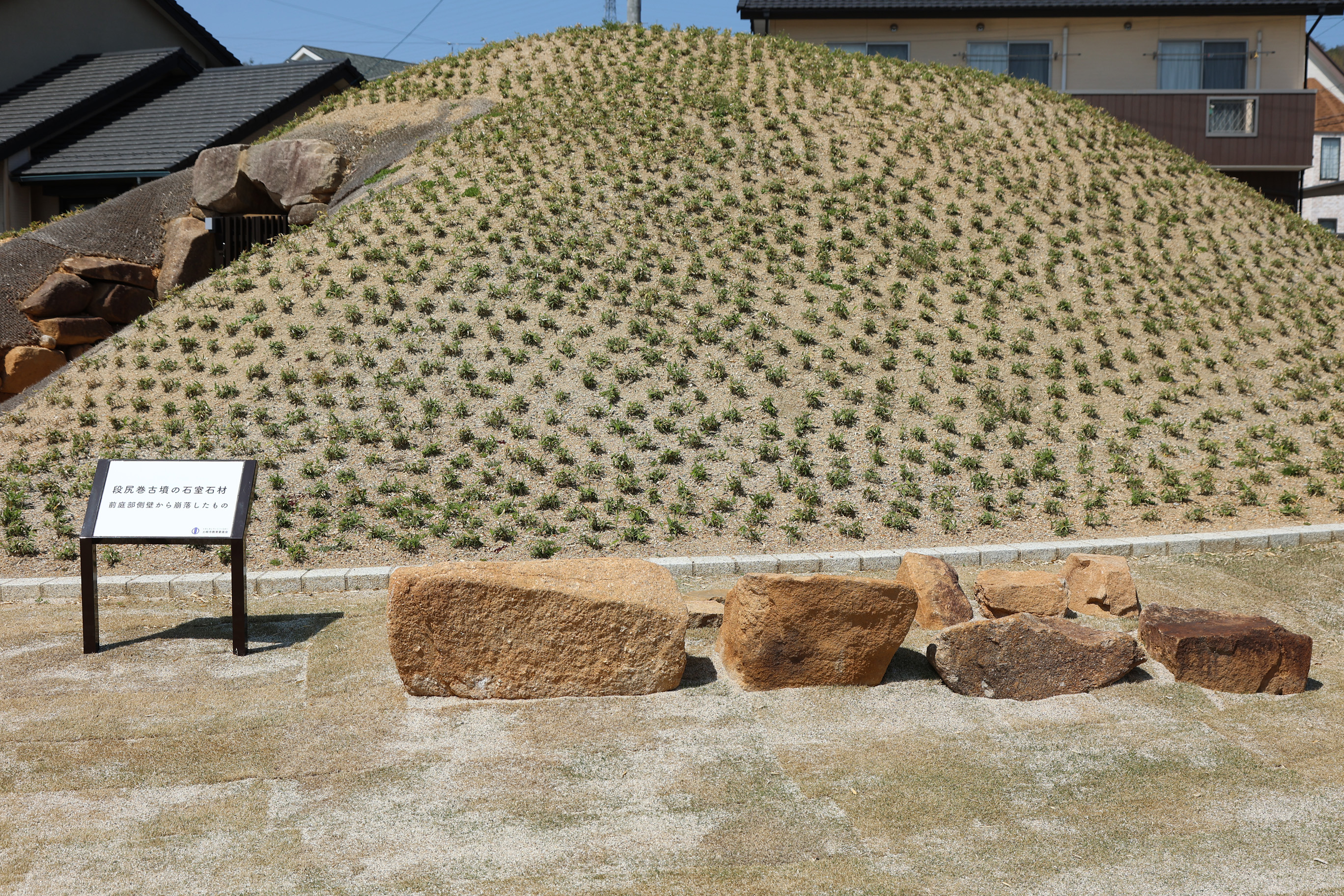
石室石材（前庭部側壁から崩落）

## 文化財

### 国の史跡
- 乙塚古墳 附 段尻巻古墳 - 1938年（昭和13年）12月14日指定、2017年（平成29年）10月13日に史跡範囲の追加指定[2]。

## 関連施設
- 土岐市美濃陶磁歴史館（土岐市泉町久尻）

## 関連文献
（記事執筆に使用していない関連文献）
- 『土岐市史』 第3巻（近代社会・土岐市の文化財）下、土岐市、1974年。
- 『平成16・17・18年度 土岐市市内遺跡発掘調査報告書 -乙塚古墳・段尻巻古墳・熊野神社3号墳範囲確認調査』土岐市教育委員会・財団法人土岐市埋蔵文化財センター、2007年。
- 牛丸岳彦「乙塚古墳と段尻巻古墳について -岐阜県土岐市所在の二古墳の調査-」『専修考古学』第6号、専修大学考古学会、1996年10月28日、59-65頁。